# 마크 구겐하임
마크 구겐하임(영어: Marc Guggenheim, 1970년 9월 24일 ~ )은 미국의 영화 각본가, 프로듀서, 만화가이다. 일찍이 마블 코믹스와 DC 코믹스의 만화 시나리오를 썼고, 영화 《그린 랜턴: 반지의 선택》(2011), 《퍼시 잭슨과 괴물의 바다》(2013)의 대본을 썼다. 그레그 벌랜티, 앤드루 크라이스버그와 같이 《애로우: 어둠의 기사》, 《플래시》의 제작을 총괄하고 있다.

## 출연 작품
- 그린 랜턴: 반지의 선택 (2011)
- 판타스틱 패밀리 (2010)
- 플래시포워드 (2009)
- 일라이스톤 (2008)
- 잭 & 바비 (2004)
- 더 프랙티스 시즌1 (1997)
- 법과 질서 (1990)